# Margečan
Margečan falu Horvátországban Varasd megyében. Közigazgatásilag Ivanechez tartozik.

## Fekvése
Varasdtól 14 km-re délnyugatra, községközpontjától 9 km-re délkeletre a Bednja-folyó jobb partján fekszik.

## Története
A régészeti leletek tanúsága szerint már a bronzkorban éltek itt emberek. A Bednja völgye felett emelkedő Cukovec, vagy másképpen Gradište-hegyen az i. e. 1300 és i. e. 750 között virágzott urnamezős kultúra településének maradványait találták meg. Ugyanitt a népnyelv által már régóta Gradište-nek (azaz várhegynek) nevezett hegyen egy a johannita lovagrendnek tulajdonított, viszonylag nagy méretű vár maradványai kerültek elő. A legjobb állapotban a hosszirányú erődítmény keleti, alacsonyabb pontján elhelyezkedő négyszögletű torony falai maradtak meg. Az ásatások azonban még nem erősítették meg azt az elméletet, hogy a várat valóban a johanniták építették. Ezt az is nehezíti, hogy a várról semmilyen történelmi adat nem áll rendelkezésre.
Margečan Szent Margit plébániatemplomát 1431-ben említik először Cillei Hermann gróf oklevelében, melyben Gotal Jakab gotaloveci uradalmának határait írja le. Ezután a plébánia több mint 120 évig nem szerepel az oklevelekben. 1551-ben említik meg István nevű papját. 
A települést I. Ferdinánd király 1564-ben kelt oklevelében említik "Margychan" alakban. Ebben a király megerősíti a gersei Pethő családot birtokaiban. 1650-ben III. Ferdinánd oklevelében melyben birtokokat adományozott Varasd vármegye akkori főprépostjának, Dénes fia Miklósnak a bélai uradalom részeként Margecsán is szerepel. 
A falu és plébániája az 1638-as egyházi vizitáció okiratában található. Eszerint a falu temploma a Pethő család birtokán épült, kőből épített tornya van egy haranggal, fából ácsolt mennyezete és félköríves szentélye van, padozata téglából van kirakva. A templomnak három oltára, körülötte pedig temető volt. 
A falunak 1857-ben 200, 1910-ben 331 lakosa volt. 1920-ig Varasd vármegye Ivaneci járásához tartozott. 2001-ben 115 háztartása és 405 lakosa volt. 

## Nevezetességei
- A Cukovec-hegy bronzkori és középkori régészeti lelőhely[2] a Bednja-folyó felett 126 méter magasságban emelkedő platón található. A feltételezések szerint itt állt a johannita lovagok a 12. század végén, vagy a 13. század elején épített vára és kolostora, melynek falai még a 20. század elején is jól látszottak, mára azonban felszíni nyoma is alig maradt. A romokat a lakosság építkezéseihez hordta el.

- Antiochiai Szent Margit szűz és vértanú tiszteletére szentelt római katolikus plébániatemploma[3] késő barokk-klasszicista stílusú. Mai formájában a 19. században épült, harangtoronnyal, és a déli oldalon egy mellékkápolnával. Fából épített oltárai, szószéke, orgonája a 19. században készültek. A déli falban egy sírkő található beépítve, latin nyelvű felirata szerint Metel Ožegović állíttatta 1937-ben elhunyt apja emlékére. Alatta a család címere látható. A templom kincsei közül említésre méltó egy drágakövekkel kirakott aranyozott monstrancia és egy 1670 körül készített aranyozott cibórium.

- A plébánia épülete 19. századi

- A régi népiskola épülete